# Parc national Zinave
Le parc national Zinave est une zone protégée du district de Mabote une subdivision administrative de la province d'Inhambane au nord du Mozambique. Le parc a été créé le 26 juin 1973. 

## Géographie
Le parc s'étend au sud de la rivière Savé, dans la province d'Inhambane, sur une superficie de 4 000 km2. Il a d'abord été affecté comme zone de chasse en 1962, géré par le Mozambique Safariland, avant été classé parc national en 1972. La région fait la transition entre les zones tropicales humides et sèches et affiche une pluviométrie annuelle d'environ  800 millimètres.

### Hydrographie
Du sud-est, à 174 m au-dessus du niveau de la mer, le terrain descend en pente jusqu'à la rivière Savé vers le nord-est à 110 m. Les précipitations annuelles moyennes sont de 690 millimètres au nord-est et de 571 millimètres à l’ouest. Le chenal de la rivière Savé est submergé lorsque la rivière est en crue, mais en périodes sèches il laisse à découvert à de vastes bancs de sable.

### Plans
Le parc est intégré dans la grande zone de conservation transfrontalière entourant le parc transfrontalier du Grand Limpopo, qui comprend également le parc national Banhine, les zones de Massingir et Corumana et d'autres régions connexes du Mozambique, ainsi que de nombreuses zones de conservation privées et appartenant à l'État limitrophes. le parc transfrontalier en Afrique du Sud et au Zimbabwe. Le projet de parc transfrontalier du Grand Limpopo comprend d'abord une initiative de réhabilitation du parc. En second lieu, il sera procédé à un aménagement des sites qui conviendront pour réintroduire les espèces disparues et qui ont été exterminées pendant la guerre civile. Puis, il sera procédé à leur réintroduction  dans les sanctuaires en vue d'assurer leur sécurité.

## Espaces verts et environnement

### Forêt
Le parc est riche en essences diverses, il comporte une quarantaine de espèces de graminées. Les forêts d’acacia nigrescens, qui couvrent 10,5 % de la ZNP, se fondent dans les paysages formés par les mopanes et les miombos au sud, qui couvre 37,5 % du parc. Le paysage de Sandveld, des forêts ouvertes sur des sols sableux profonds et sableux, couvre 16,7 % du parc. Enfin, le paysage de miombo couvre 29,5 % du parc dans les hauteurs. La forêt riveraine se trouve sur les rives et les levées au sud de la rivière, avec divers arbres pouvant atteindre 20 mètres de haut.

### Faune
Un rapport de 2010 indiquait que le parc national Zinave avait été négligé et qu'une grande partie de la faune avait été détruite par une chasse illégale. Les espèces qui ont partiellement disparues sont le rhinocéros noir, le buffle du Cap, le guépard, le redunca, l'éland, l'éléphant, la girafe , le bubale de Lichtenstein, l'hippotrague, l'antilope sable, la hyène tachetée, le gnou et le zèbre de Selous. En 2017, 6 000 animaux ont été donnés au parc national et ils seront transférés sur une période trois années.

## Population et société

Carte croisée du parc transfrontalier du Grand Limpopo, avec Zinave au nord-est

En 2010, environ 4 200 personnes ont été recensées dans le parc ; elles subsistent en pratiquant une agriculture nécessaires à leurs besoins. Les taux d'occupation restant faibles dans le parc, leur impact environnemental est peu touché. Traditionnellement, les agriculteurs pratiquent la terre brûlée, et au bout de trois ou quatre années, ils abandonnent les lieux pour laisser le miombo (un genre de savane) se régénérer. Ces savanes boisées sont dominées par des arbres de la sous-famille Caesalpinioideae, particulièrement miombo (Brachystegia), Julbernardia et Isoberlinia, qui sont rarement trouvés hors de l'écosystème des bois de miombo.